# Campeonato Europeo de Patinaje Artístico sobre Hielo
El Campeonato Europeo de Patinaje Artístico sobre Hielo es la máxima competición de patinaje artístico sobre hielo en Europa. Es realizado anualmente desde 1891 por la Unión Internacional de Patinaje sobre Hielo (ISU).

## Ediciones
| Núm.     | Año         | Sede                                          | Masculino                                     | Femenino                                      | Parejas                                        | Danza sobre hielo                                |
| -------- | ----------- | --------------------------------------------- | --------------------------------------------- | --------------------------------------------- | ---------------------------------------------- | ------------------------------------------------ |
| I        | 1891        | Hamburgo ( Alemania)                          | Oskar Uhlig Alemania                          | —                                             | —                                              | —                                                |
| II       | 1892        | Viena ( Austria)                              | Eduard Engelmann Austria                      | —                                             | —                                              | —                                                |
|          | 1893        | No realizado                                  | No realizado                                  | No realizado                                  | No realizado                                   | No realizado                                     |
| III      | 1894        | Viena ( Austria)                              | Eduard Engelmann Austria                      | —                                             | —                                              | —                                                |
| IV       | 1895        | Budapest ( Hungría)                           | Tibor von Földváry Hungría                    | —                                             | —                                              | —                                                |
|          | 1896 – 1897 | No realizados                                 | No realizados                                 | No realizados                                 | No realizados                                  | No realizados                                    |
| V        | 1898        | Trondheim · ( Noruega)                        | Ulrich Salchow · Suecia                       | —                                             | —                                              | —                                                |
| VI       | 1899        | Davos · ( Suiza)                              | Ulrich Salchow · Suecia                       | —                                             | —                                              | —                                                |
| VII      | 1900        | Berlín ( Alemania)                            | Ulrich Salchow · Suecia                       | —                                             | —                                              | —                                                |
| VIII     | 1901        | Viena ( Austria)                              | Gustav Hügel Austria                          | —                                             | —                                              | —                                                |
|          | 1902 - 1903 | No realizados                                 | No realizados                                 | No realizados                                 | No realizados                                  | No realizados                                    |
| IX       | 1904        | Davos · ( Suiza)                              | Ulrich Salchow · Suecia                       | —                                             | —                                              | —                                                |
| X        | 1905        | Bonn ( Alemania)                              | Max Bohatsch Austria                          | —                                             | —                                              | —                                                |
| XI       | 1906        | Davos · ( Suiza)                              | Ulrich Salchow · Suecia                       | —                                             | —                                              | —                                                |
| XII      | 1907        | Berlín ( Alemania)                            | Ulrich Salchow · Suecia                       | —                                             | —                                              | —                                                |
| XIII     | 1908        | Varsovia ( Polonia)                           | Ernst Herz Austria                            | —                                             | —                                              | —                                                |
| XIV      | 1909        | Budapest ( Hungría)                           | Ulrich Salchow · Suecia                       | —                                             | —                                              | —                                                |
| XV       | 1910        | Berlín ( Alemania)                            | Ulrich Salchow · Suecia                       | —                                             | —                                              | —                                                |
| XVI      | 1911        | San Petersburgo · ( Rusia)                    | Per Thoren · Suecia                           | —                                             | —                                              | —                                                |
| XVII     | 1912        | Estocolmo · ( Suecia)                         | Gösta Sandahl · Suecia                        | —                                             | —                                              | —                                                |
| XVIII    | 1913        | Kristiania · ( Noruega)                       | Ulrich Salchow · Suecia                       | —                                             | —                                              | —                                                |
| XIX      | 1914        | Viena ( Austria)                              | Fritz Kachler Austria                         | —                                             | —                                              | —                                                |
|          | 1915 – 1921 | Cancelados debido a la Primera Guerra Mundial | Cancelados debido a la Primera Guerra Mundial | Cancelados debido a la Primera Guerra Mundial | Cancelados debido a la Primera Guerra Mundial  | Cancelados debido a la Primera Guerra Mundial    |
| XX       | 1922        | Davos · ( Suiza)                              | Willy Böckl · Austria                         | —                                             | —                                              | —                                                |
| XXI      | 1923        | Kristiania · ( Noruega)                       | Willy Böckl · Austria                         | —                                             | —                                              | —                                                |
| XXII     | 1924        | Davos · ( Suiza)                              | Fritz Kachler · Austria                       | —                                             | —                                              | —                                                |
| XXIII    | 1925        | Triberg · ( Alemania)                         | Willy Böckl · Austria                         | —                                             | —                                              | —                                                |
| XXIV     | 1926        | Davos · ( Suiza)                              | Willy Böckl · Austria                         | —                                             | —                                              | —                                                |
| XXV      | 1927        | Viena · ( Austria)                            | Willy Böckl · Austria                         | —                                             | —                                              | —                                                |
| XXVI     | 1928        | Opava ( Checoslovaquia)                       | Willy Böckl · Austria                         | —                                             | —                                              | —                                                |
| XXVII    | 1929        | Davos · ( Suiza)                              | Karl Schäfer · Austria                        | —                                             | —                                              | —                                                |
| XXVIII   | 1930        | Berlín · ( Alemania)                          | Karl Schäfer · Austria                        | Fritzi Burger · Austria                       | Olga Orgonista · Sándor Szalay · Hungría       | —                                                |
| XXIX     | 1931        | Viena · ( Austria)                            | Karl Schäfer · Austria                        | Sonja Henie · Noruega                         | Olga Orgonista · Sándor Szalay · Hungría       | —                                                |
| XXX      | 1932        | París ( Francia)                              | Karl Schäfer · Austria                        | Sonja Henie · Noruega                         | Andrée Brunet Pierre Brunet Francia            | —                                                |
| XXXI     | 1933        | Londres ( Reino Unido)                        | Karl Schäfer · Austria                        | Sonja Henie · Noruega                         | Idi Papez · Karl Zwack · Austria               | —                                                |
| XXXII    | 1934        | Seefeld · ( Austria)                          | Karl Schäfer · Austria                        | Sonja Henie · Noruega                         | Emilia Rotter · László Szollás · Hungría       | —                                                |
| XXXIII   | 1935        | St. Moritz · ( Suiza)                         | Karl Schäfer · Austria                        | Sonja Henie · Noruega                         | Maxi Herber · Ernst Baier · Alemania           | —                                                |
| XXXIV    | 1936        | Berlín ( Alemania)                            | Karl Schäfer · Austria                        | Sonja Henie · Noruega                         | Maxi Herber Ernst Baier Alemania               | —                                                |
| XXXV     | 1937        | Praga ( Checoslovaquia)                       | Felix Kaspar · Austria                        | Cecilia Colledge Reino Unido                  | Maxi Herber Ernst Baier Alemania               | —                                                |
| XXXVI    | 1938        | St. Moritz · ( Suiza)                         | Felix Kaspar · Austria                        | Cecilia Colledge Reino Unido                  | Maxi Herber Ernst Baier Alemania               | —                                                |
| XXXVII   | 1939        | Davos · ( Suiza)                              | Graham Sharp Reino Unido                      | Cecilia Colledge Reino Unido                  | Maxi Herber Ernst Baier Alemania               | —                                                |
|          | 1940 - 1946 | Cancelados debido a la Segunda Guerra Mundial | Cancelados debido a la Segunda Guerra Mundial | Cancelados debido a la Segunda Guerra Mundial | Cancelados debido a la Segunda Guerra Mundial  | Cancelados debido a la Segunda Guerra Mundial    |
| XXXVIII  | 1947        | Davos · ( Suiza)                              | Hans Gerschwiler · Suiza                      | Barbara Ann Scott Canadá                      | Michelle Lannoy Pierre Baugniet Francia        | —                                                |
| XXXIX    | 1948        | Praga ( Checoslovaquia)                       | Richard Button Estados Unidos                 | Barbara Ann Scott Canadá                      | Andrea Kékessy Ede Király Hungría              | —                                                |
| XL       | 1949        | Milán · ( Italia)                             | Edi Rada · Austria                            | Ewa Pawlik · Austria                          | Andrea Kékessy Ede Király Hungría              | —                                                |
| XLI      | 1950        | Oslo · ( Noruega)                             | Ede Király Hungría                            | Alena Vrzáňová Checoslovaquia                 | Mariann Nagy László Nagy Hungría               | —                                                |
| XLII     | 1951        | Zúrich · ( Suiza)                             | Helmut Seibt · Austria                        | Jeannette Altwegg Reino Unido                 | Ria Baran Paul Falk RFA                        | —                                                |
| XLIII    | 1952        | Viena · ( Austria)                            | Helmut Seibt · Austria                        | Jeannette Altwegg Reino Unido                 | Ria Baran Paul Falk RFA                        | —                                                |
| XLIV     | 1953        | Dortmund ( RFA)                               | Carlo Fassi · Italia                          | Valda Osborn Reino Unido                      | Jennifer Nicks John Nicks Reino Unido          | —                                                |
| XLV      | 1954        | Bolzano · ( Italia)                           | Carlo Fassi · Italia                          | Gundi Busch RFA                               | Silvia Grandjean · Michel Grandjean · Suiza    | Lawrence Demmy Jean Westwood Reino Unido         |
| XLVI     | 1955        | Budapest ( Hungría)                           | Alain Giletti Francia                         | Hanna Eigel · Austria                         | Mariann Nagy László Nagy Hungría               | Lawrence Demmy Jean Westwood Reino Unido         |
| XLVII    | 1956        | París ( Francia)                              | Alain Giletti Francia                         | Ingrid Wendl · Austria                        | Sissy Schwarz · Kurt Oppelt · Austria          | Pamela Weight Paul Thomas Reino Unido            |
| XLVIII   | 1957        | Viena · ( Austria)                            | Alain Giletti Francia                         | Hanna Eigel · Austria                         | Věra Suchánková Zdeněk Doležal Checoslovaquia  | June Markham Courtney Jones Reino Unido          |
| XLIX     | 1958        | Bratislava ( Checoslovaquia)                  | Karol Divín Checoslovaquia                    | Ingrid Wendl · Austria                        | Věra Suchánková Zdeněk Doležal Checoslovaquia  | June Markham Courtney Jones Reino Unido          |
| L        | 1959        | Davos · ( Suiza)                              | Karol Divín Checoslovaquia                    | Hanna Walter · Austria                        | Marika Kilius Hans Jürgen Bäumler RFA          | Doreen Denny Courtney Jones Reino Unido          |
| LI       | 1960        | Garmisch-Partenkirchen ( RFA)                 | Alain Giletti Francia                         | Sjoukje Dijkstra · Países Bajos               | Marika Kilius Hans Jürgen Bäumler RFA          | Doreen Denny Courtney Jones Reino Unido          |
| LII      | 1961        | Berlín Oeste ( RFA)                           | Alain Giletti Francia                         | Sjoukje Dijkstra · Países Bajos               | Marika Kilius Hans Jürgen Bäumler RFA          | Doreen Denny Courtney Jones Reino Unido          |
| LIII     | 1962        | Ginebra · ( Suiza)                            | Alain Calmat Francia                          | Sjoukje Dijkstra · Países Bajos               | Marika Kilius Hans Jürgen Bäumler RFA          | Christiane Guhel Jean Paul Guhel Francia         |
| LIV      | 1963        | Budapest · ( Hungría)                         | Alain Calmat Francia                          | Sjoukje Dijkstra · Países Bajos               | Marika Kilius Hans Jürgen Bäumler RFA          | Linda Shearman Michael Phillips Reino Unido      |
| LV       | 1964        | Grenoble ( Francia)                           | Alain Calmat Francia                          | Sjoukje Dijkstra · Países Bajos               | Marika Kilius Hans Jürgen Bäumler RFA          | Eva Romanová Pavel Roman Checoslovaquia          |
| LVI      | 1965        | Moscú ( URSS)                                 | Emmerich Danzer · Austria                     | Regine Heitzer · Austria                      | Liudmila Belousova Oleg Protopopov URSS        | Eva Romanová Pavel Roman Checoslovaquia          |
| LVII     | 1966        | Bratislava ( Checoslovaquia)                  | Emmerich Danzer · Austria                     | Regine Heitzer · Austria                      | Liudmila Belousova Oleg Protopopov URSS        | Diane Towler Bernard Ford Reino Unido            |
| LVIII    | 1967        | Liubliana ( Yugoslavia)                       | Emmerich Danzer · Austria                     | Gabriele Seyfert RDA                          | Liudmila Belousova Oleg Protopopov URSS        | Diane Towler Bernard Ford Reino Unido            |
| LIX      | 1968        | Västerås · ( Suecia)                          | Emmerich Danzer · Austria                     | Hana Mašková Checoslovaquia                   | Liudmila Belousova Oleg Protopopov URSS        | Diane Towler Bernard Ford Reino Unido            |
| LX       | 1969        | Garmisch-Partenkirchen ( RFA)                 | Ondrej Nepela Checoslovaquia                  | Gabriele Seyfert RDA                          | Irina Rodnina Alexei Ulanov URSS               | Diane Towler Bernard Ford Reino Unido            |
| LXI      | 1970        | Leningrado ( URSS)                            | Ondrej Nepela Checoslovaquia                  | Gabriele Seyfert RDA                          | Irina Rodnina Alexei Ulanov URSS               | Liudmila Pajomova Alexandr Gorshkov URSS         |
| LXII     | 1971        | Zúrich · ( Suiza)                             | Ondrej Nepela Checoslovaquia                  | Beatrix Schuba · Austria                      | Irina Rodnina Alexei Ulanov URSS               | Liudmila Pajomova Alexandr Gorshkov URSS         |
| LXIII    | 1972        | Gotemburgo · ( Suecia)                        | Ondrej Nepela Checoslovaquia                  | Beatrix Schuba · Austria                      | Irina Rodnina Alexei Ulanov URSS               | Angelika Buck Erich Buck RFA                     |
| LXIV     | 1973        | Colonia ( RFA)                                | Ondrej Nepela Checoslovaquia                  | Christine Errath RDA                          | Irina Rodnina Alexandr Zaitsev URSS            | Liudmila Pajomova Alexandr Gorshkov URSS         |
| LXV      | 1974        | Zagreb ( Yugoslavia)                          | Jan Hoffmann RFA                              | Christine Errath RDA                          | Irina Rodnina Alexandr Zaitsev URSS            | Liudmila Pajomova Alexandr Gorshkov URSS         |
| LXVI     | 1975        | Copenhague ( Dinamarca)                       | Vladimir Kovaliov URSS                        | Christine Errath RDA                          | Irina Rodnina Alexandr Zaitsev URSS            | Liudmila Pajomova Alexandr Gorshkov URSS         |
| LXVIII   | 1976        | Ginebra · ( Suiza)                            | John Curry Reino Unido                        | Dianne de Leeuw · Países Bajos                | Irina Rodnina Alexandr Zaitsev URSS            | Liudmila Pajomova Alexandr Gorshkov URSS         |
| LXVIII   | 1977        | Helsinki · ( Finlandia)                       | Jan Hoffmann RDA                              | Anett Pötzsch RDA                             | Irina Rodnina Alexandr Zaitsev URSS            | Irina Moiseyeva Andrei Minenkov URSS             |
| LXIX     | 1978        | Estrasburgo ( Francia)                        | Jan Hoffmann RDA                              | Anett Pötzsch RDA                             | Irina Rodnina Alexandr Zaitsev URSS            | Irina Moiseyeva Andrei Minenkov URSS             |
| LXX      | 1979        | Zagreb ( Yugoslavia)                          | Jan Hoffmann RDA                              | Anett Pötzsch RDA                             | Marina Cherkasova Serguei Shajrai URSS         | Natalia Linichuk Guennadi Karponosov URSS        |
| LXXI     | 1980        | Gotemburgo · ( Suecia)                        | Robin Cousins Reino Unido                     | Anett Pötzsch RDA                             | Irina Rodnina Alexandr Zaitsev URSS            | Natalia Linichuk Guennadi Karponosov URSS        |
| LXXII    | 1981        | Innsbruck · ( Austria)                        | Igor Bobrin URSS                              | Denisse Biellmann · Suiza                     | Irina Vorobiova Igor Lisovski URSS             | Jayne Torvill Christopher Dean Reino Unido       |
| LXXIII   | 1982        | Lyon ( Francia)                               | Norbert Schramm RFA                           | Claudia Binder · Austria                      | Sabine Baess Tassilo Thierbach RDA             | Jayne Torvill Christopher Dean Reino Unido       |
| LXXIV    | 1983        | Dortmund ( RFA)                               | Norbert Schramm RFA                           | Katarina Witt RDA                             | Sabine Baess Tassilo Thierbach RDA             | Natalia Bestemianova Andrei Bukin URSS           |
| LXXV     | 1984        | Budapest · ( Hungría)                         | Alexandr Fadeyev URSS                         | Katarina Witt RDA                             | Yelena Valova Oleg Vasiliev URSS               | Jayne Torvill Christopher Dean Reino Unido       |
| LXXVI    | 1985        | Gotemburgo · ( Suecia)                        | Jozef Sabovčík Checoslovaquia                 | Katarina Witt RDA                             | Yelena Valova Oleg Vasiliev URSS               | Natalia Bestemianova Andrei Bukin URSS           |
| LXXVII   | 1986        | Copenhague ( Dinamarca)                       | Jozef Sabovčík Checoslovaquia                 | Katarina Witt RDA                             | Yelena Valova Oleg Vasiliev URSS               | Natalia Bestemianova Andrei Bukin URSS           |
| LXXVIII  | 1987        | Sarajevo ( Yugoslavia)                        | Alexandr Fadeyev URSS                         | Katarina Witt RDA                             | Larisa Selezniova Oleg Makarov URSS            | Natalia Bestemianova Andrei Bukin URSS           |
| LXXIX    | 1988        | Praga ( Checoslovaquia)                       | Alexandr Fadeyev URSS                         | Katarina Witt RDA                             | Yekaterina Gordeyeva Serguei Grinkov URSS      | Natalia Bestemianova Andrei Bukin URSS           |
| LXXX     | 1989        | Birmingham ( Reino Unido)                     | Alexandr Fadeyev URSS                         | Claudia Leistner RFA                          | Larisa Selezniova Oleg Makarov URSS            | Marina Klimova Serguei Ponomarenko URSS          |
| LXXXI    | 1990        | Leningrado ( URSS)                            | Viktor Petrenko URSS                          | Evelyn Grossmann RDA                          | Yekaterina Gordeyeva Serguei Grinkov URSS      | Marina Klimova Serguei Ponomarenko URSS          |
| LXXXII   | 1991        | Sofía ( Bulgaria)                             | Viktor Petrenko URSS                          | Surya Bonaly Francia                          | Natalia Mishkutenok Artur Dmitriev URSS        | Marina Klimova Serguei Ponomarenko URSS          |
| LXXXIII  | 1992        | Lausana · ( Suiza)                            | Petr Barna Checoslovaquia                     | Surya Bonaly Francia                          | Natalia Mishkutenok Artur Dmitriev CEI         | Marina Klimova Serguei Ponomarenko CEI           |
| LXXXIV   | 1993        | Helsinki · ( Finlandia)                       | Dmitri Dmitrenko · Ucrania                    | Surya Bonaly Francia                          | Marina Yeltsova · Andrei Bushkov · Rusia       | Maiya Usova · Alexandr Zhulin · Rusia            |
| LXXXV    | 1994        | Copenhague ( Dinamarca)                       | Viktor Petrenko · Rusia                       | Surya Bonaly Francia                          | Yekaterina Gordeyeva · Serguei Grinkov · Rusia | Jane Torvill Christopher Dean Reino Unido        |
| LXXXVI   | 1995        | Dortmund · ( Alemania)                        | Ilia Kulik · Rusia                            | Surya Bonaly Francia                          | Mandy Wötzel · Ingo Steuer · Alemania          | Susanna Rahkamo · Petri Kokko · Finlandia        |
| LXXXVII  | 1996        | Sofía ( Bulgaria)                             | Viacheslav Zagorodniuk · Ucrania              | Irina Slutskaya · Rusia                       | Oxana Kasakova · Artur Dmitriev · Rusia        | Oxana Grishchuk · Yevgueni Platov · Rusia        |
| LXXXVIII | 1997        | París ( Francia)                              | Alexei Urmanov · Rusia                        | Irina Slutskaya · Rusia                       | Marina Yeltsova · Andrei Bushkov · Rusia       | Oxana Grishchuk · Yevgueni Platov · Rusia        |
| LXXXIX   | 1998        | Milán · ( Italia)                             | Alexei Yagudin · Rusia                        | Mariya Butyrskaya · Rusia                     | Yelena Berezhnaya · Anton Shijarulidze · Rusia | Oxana Grishchuk · Yevgueni Platov · Rusia        |
| XC       | 1999        | Praga · ( República Checa)                    | Alexei Yagudin · Rusia                        | Mariya Butyrskaya · Rusia                     | Mariya Petrova · Alexei Tijonov · Rusia        | Anzhelika Krylova · Oleg Ovsiannikov · Rusia     |
| XCI      | 2000        | Viena · ( Austria)                            | Yevgueni Pliushchenko · Rusia                 | Irina Slutskaya · Rusia                       | Mariya Petrova · Alexei Tijonov · Rusia        | Marina Anissina Gwendal Peizerat Francia         |
| XCII     | 2001        | Bratislava · ( Eslovaquia)                    | Yevgueni Pliushchenko · Rusia                 | Irina Slutskaya · Rusia                       | Yelena Berezhnaya · Anton Shijarulidze · Rusia | Barbara Fusar-Poli · Maurizio Margaglio · Italia |
| XCIII    | 2002        | Lausana · ( Suiza)                            | Alexei Yagudin · Rusia                        | Mariya Butyrskaya · Rusia                     | Tatiana Totmianina · Maxim Marinin · Rusia     | Marina Anissina Gwendal Peizerat Francia         |
| XCIV     | 2003        | Malmö · ( Suecia)                             | Yevgueni Pliushchenko · Rusia                 | Irina Slutskaya · Rusia                       | Tatiana Totmianina · Maxim Marinin · Rusia     | Irina Lobachova · Ilia Averbuj · Rusia           |
| XCV      | 2004        | Budapest · ( Hungría)                         | Brian Joubert Francia                         | Júlia Sebestyén · Hungría                     | Tatiana Totmianina · Maxim Marinin · Rusia     | Tatiana Navka · Roman Kostomarov · Rusia         |
| XCVI     | 2005        | Turín · ( Italia)                             | Yevgueni Pliushchenko · Rusia                 | Irina Slutskaya · Rusia                       | Tatiana Totmianina · Maxim Marinin · Rusia     | Tatiana Navka · Roman Kostomarov · Rusia         |
| XCVII    | 2006        | Lyon ( Francia)                               | Yevgueni Pliushchenko · Rusia                 | Irina Slutskaya · Rusia                       | Tatiana Totmianina · Maxim Marinin · Rusia     | Tatiana Navka · Roman Kostomarov · Rusia         |
| XCVIII   | 2007        | Varsovia · ( Polonia)                         | Brian Joubert Francia                         | Carolina Kostner · Italia                     | Aliona Savchenko · Robin Szolkowy · Alemania   | Isabelle Delobel Olivier Schoenfelder Francia    |
| XCIX     | 2008        | Zagreb · ( Croacia)                           | Tomáš Verner · República Checa                | Carolina Kostner · Italia                     | Aliona Savchenko · Robin Szolkowy · Alemania   | Oxana Domnina · Maxim Shabalin · Rusia           |
| C        | 2009        | Helsinki · ( Finlandia)                       | Brian Joubert Francia                         | Laura Lepistö · Finlandia                     | Aliona Savchenko · Robin Szolkowy · Alemania   | Yana Jojlova · Serguei Novitski · Rusia          |
| CI       | 2010        | Tallin ( Estonia)                             | Yevgueni Pliushchenko · Rusia                 | Carolina Kostner · Italia                     | Yuko Kavaguti · Alexandr Smirnov · Rusia       | Oxana Domnina · Maxim Shabalin · Rusia           |
| CII      | 2011        | Berna · ( Suiza)                              | Florent Amodio Francia                        | Sara Meier · Suiza                            | Aliona Savchenko · Robin Szolkowy · Alemania   | Nathalie Péchalat Fabian Bourzat Francia         |
| CIII     | 2012        | Sheffield ( Reino Unido)                      | Yevgueni Pliushchenko · Rusia                 | Carolina Kostner · Italia                     | Tatiana Volosozhar · Maxim Trankov · Rusia     | Nathalie Péchalat Fabian Bourzat Francia         |
| CIV      | 2013        | Zagreb · ( Croacia)                           | Javier Fernández · España                     | Carolina Kostner · Italia                     | Tatiana Volosozhar · Maxim Trankov · Rusia     | Yekaterina Bobrova · Dmitri Soloviov · Rusia     |
| CV       | 2014        | Budapest · ( Hungría)                         | Javier Fernández · España                     | Yuliya Lipnitskaya · Rusia                    | Tatiana Volosozhar · Maxim Trankov · Rusia     | Anna Cappellini · Luca Lanotte · Italia          |
| CVI      | 2015        | Estocolmo · ( Suecia)                         | Javier Fernández · España                     | Yelizaveta Tuktamysheva · Rusia               | Yuko Kavaguti · Alexandr Smirnov · Rusia       | Gabriella Papadakis Guillaume Cizeron Francia    |
| CVII     | 2016        | Bratislava · ( Eslovaquia)                    | Javier Fernández · España                     | Yevgueniya Medvedeva · Rusia                  | Tatiana Volosozhar · Maxim Trankov · Rusia     | Gabriella Papadakis Guillaume Cizeron Francia    |
| CVIII    | 2017        | Ostrava · ( República Checa)                  | Javier Fernández · España                     | Yevgueniya Medvedeva · Rusia                  | Yevgueniya Tarasova · Vladimir Morozov · Rusia | Gabriella Papadakis Guillaume Cizeron Francia    |
| CIX      | 2018        | Moscú · ( Rusia)                              | Javier Fernández · España                     | Alina Zaguitova · Rusia                       | Yevgueniya Tarasova · Vladimir Morozov · Rusia | Gabriella Papadakis Guillaume Cizeron Francia    |
| CX       | 2019        | Minsk · ( Bielorrusia)                        | Javier Fernández · España                     | Sofia Samodurova · Rusia                      | Vanessa James Morgan Ciprès Francia            | Gabriella Papadakis Guillaume Cizeron Francia    |
| CXI      | 2020        | Graz · ( Austria)                             | Dmitri Aliyev · Rusia                         | Aliona Kostornaya · Rusia                     | Alexandra Boikova · Dmitri Kozlovski · Rusia   | Viktoriya Sinitsina · Nikita Katsalapov · Rusia  |
| CXII     | 2021        | Zagreb · ( Croacia)                           | Cancelado                                     | Cancelado                                     | Cancelado                                      | Cancelado                                        |
| CXIII    | 2022        | Tallin ( Estonia)                             | Mark Kondratiuk · Rusia                       | Anna Shcherbakova · Rusia                     | Anastasiya Mishina · Alexandr Galiamov · Rusia | Viktoriya Sinitsina · Nikita Katsalapov · Rusia  |
| CXIV     | 2023        | Espoo · ( Finlandia)                          | Adam Siao Him Fa Francia                      | Anastasiya Gubanova Georgia                   | Sara Conti · Niccolò Macii · Italia            | Charlène Guignard · Marco Fabbri · Italia        |
| CXV      | 2024        | Kaunas · ( Lituania)                          | Adam Siao Him Fa Francia                      | Loena Hendrickx · Bélgica                     | Lucrezia Beccari · Matteo Guarise · Italia     | Charlène Guignard · Marco Fabbri · Italia        |
| CXVI     | 2025        | Tallin ( Estonia)                             | Lukas Britschgi · Suiza                       | Niina Petrõkina Estonia                       | Minerva Hase · Nikita Volodin · Alemania       | Charlène Guignard · Marco Fabbri · Italia        |
| CXVII    | 2026        | Sheffield ( Reino Unido)                      |                                               |                                               |                                                |                                                  |
| CXVIII   | 2027        | Lausana · ( Suiza)                            |                                               |                                               |                                                |                                                  |

1. 1 2  En este año la ISU permitió la participación de patinadores de Norteamérica.

## Medallero histórico
- Actualizado a Tallin 2025.

| Núm. | País            | Oro | Plata | Bronce | Total |
| ---- | --------------- | --- | ----- | ------ | ----- |
| 1    | Rusia           | 124 | 126   | 105    | 355   |
| 2    | Alemania        | 48  | 48    | 52     | 148   |
| 3    | Austria         | 43  | 36    | 35     | 114   |
| 4    | Francia         | 33  | 31    | 26     | 90    |
| 5    | Reino Unido     | 27  | 39    | 42     | 108   |
| 6    | República Checa | 17  | 15    | 16     | 48    |
| 7    | Italia          | 14  | 17    | 16     | 47    |
| 8    | Suecia          | 11  | 0     | 6      | 17    |
| 9    | Hungría         | 10  | 14    | 13     | 37    |
| 10   | España          | 7   | 0     | 0      | 7     |
| 11   | Noruega         | 6   | 3     | 3      | 12    |
| 11   | Países Bajos    | 6   | 3     | 3      | 12    |
| 13   | Suiza           | 5   | 10    | 5      | 20    |
| 14   | Ucrania         | 3   | 6     | 8      | 17    |
| 15   | Finlandia       | 2   | 3     | 9      | 14    |
| 16   | Bélgica         | 2   | 1     | 7      | 10    |
| 17   | Canadá          | 2   | 0     | 0      | 2     |
| 18   | Georgia         | 1   | 3     | 4      | 8     |
| 19   | Estados Unidos  | 1   | 1     | 1      | 3     |
| 20   | Estonia         | 1   | 1     | 0      | 2     |
| 21   | Polonia         | 0   | 2     | 6      | 8     |
| 22   | Bulgaria        | 0   | 2     | 1      | 3     |
| 23   | Israel          | 0   | 1     | 0      | 1     |
| 23   | Yugoslavia      | 0   | 1     | 0      | 1     |
| 25   | Lituania        | 0   | 0     | 3      | 3     |
| 26   | Letonia         | 0   | 0     | 1      | 1     |
|      | TOTAL           | 363 | 363   | 363    | 1089  |

1. ↑  Incluye las medallas obtenidas por la URSS.
2. ↑  Incluye las medallas obtenidas por la RFA y la 
RDA entre 1949 y 1990.
3. ↑  Incluye las medallas obtenidas por Checoslovaquia.
4. 1 2  Participación extraordinaria de patinadores de Norteamérica en los campeonatos de 1947 y 1948.